# 249540 Eugeniescott
249540 Eugeniescott è un asteroide della fascia principale. Scoperto nel 2010, presenta un'orbita caratterizzata da un semiasse maggiore pari a 3,0498173 UA e da un'eccentricità di 0,0890844, inclinata di 19,87219° rispetto all'eclittica.
L'asteroide è dedicato all'antropologa statunitense Eugenie Scott.